# Sylvie (film, 1973)
Pour plus de détails, voir Fiche technique et Distribution.
Sylvie est un téléfilm allemand réalisé par Klaus Lemke (de), diffusé en 1973.

## Synopsis
Sylvie vit à Munich et est une jeune mannequin photo très occupée. La nuit, elle rêve d'un accident d'avion, alors elle essaie d'annuler son prochain rendez-vous.
Elle monte ensuite dans l'avion pour son prochain rendez-vous et sur le vol de retour, elle rencontre un homme beaucoup plus âgé nommé Ivan. Il lit le magazine Quick (de), dans lequel Sylvie pose nue. Sylvie est un peu gênée, mais elle engage la conversation avec lui et lui montre sa collection de photos d'enfants. Ivan décide soudain de la demander en mariage, qu'elle soit sa troisième épouse.
Lorsque son chauffeur veut récupérer Sylvie en Rolls-Royce le soir, elle hésite d'abord et commande un long repas de luxe au restaurant de l'hôtel avec une bouteille de champagne et des escargots, du ketchup et un gros cigare.
Très ivre et traitée en conséquence par les serveurs arrogants, elle monte dans un taxi. Le chauffeur de taxi Paul ne connaît visiblement pas Munich et ne trouve pas l'adresse indiquée à Grünwald. Ils abordent un groupe de rockers et une prostituée qui ne peuvent pas les aider. Sylvie s'endort ivre et se réveille sur le canapé de Paul le lendemain. Paul vit avec sa mère, qui constate immédiatement que Sylvie a visiblement beaucoup bu. Paul jure qu'il l'a connue comme Anna et la fille du capitaine et bien sûr, il n'avait rien avec elle. Sylvie pense à sa prochaine séance photo à New York et Paul doit d'abord l'emmener à son appartement en taxi. Elle fait rapidement une valise pendant que Paul s'enivre, Sylvie doit conduire.
Tout au long du voyage, Paul s'extasie avec enthousiasme et sans arrêt ni virgules sur sa merveilleuse vie de marin. Sylvie n'entend pas un mot jusqu'à ce qu'elle lui dise au revoir à l'aéroport. À New York, Sylvie est au centre des événements en tant que mannequin. Sa première séance a lieu sur le toit du World Trade Center, que l'on peut voir depuis une perspective d'hélicoptère avec un Manhattan légèrement brumeux en arrière-plan. Au milieu de la vie trépidante de la ville, elle photographie Del Negro, qui joue le photographe. Sylvie avec un chapeau et principalement en vêtements d'homme, pose avec assurance dans de nombreuses poses. Elle fait appeler Paul à Munich par la bourse de taxis, et il la rappelle à New York, ce qui lui coûte plus que son salaire quotidien.
De retour en Allemagne, elle engage Paul comme chauffeur pour trois jours. Il amène Sylvie, visiblement amoureuse, à Francfort pour une séance photo de robes de mariée. Sylvie flirte avec Paul plutôt que se concentrer sur son travail, mais en vain. Même partager une suite d'hôtel et boire du champagne n'aide pas davantage l'histoire d'amour. Paul jure au téléphone à sa mère qu'il n'a rien avec Anna, la fille du capitaine, et qu'il dort dans une maison d'hôtes.
Paul possède depuis longtemps un nouveau bateau et un billet pour Hambourg. Sylvie prend au dernier moment le train de nuit pour Altona et invite Paul dans le compartiment du wagon-lit. Mais Paul continue de s'enivrer de bière en canette, Sylvie ajoute des somnifères pour l'empêcher de sortir à Hambourg. Il manque donc presque de rater son arrivée. Le film se termine sur le port : Paul salue et sourit, Sylvie ne cache pas ses larmes, les Rolling Stones chantent à nouveau Backstreet Girl.

## Fiche technique
- Titre original allemand : Sylvie
- Réalisation : Klaus Lemke (de) assisté de Martin Müller
- Scénario : Klaus Lemke
- Direction artistique : Jürgen Karsch
- Costumes : Isolde Nist
- Photographie : Lothar Elias Stickelbrucks (de)
- Son : Ottfried Wimmer
- Montage : Peter Przygodda
- Production : Harald Müller
- Société de production : Artus-Film, ZDF
- Société de distribution : ZDF
- Pays d'origine :  Allemagne de l'Ouest
- Langue : Allemand
- Format : Couleur - 1,66:1 - mono - 35 mm
- Genre : Comédie dramatique
- Durée : 86 minutes
- Dates de première diffusion :
  -  Allemagne de l'Ouest : 16 décembre 1973 (ZDF)

## Distribution
- Sylvie Winter : Sylvie
- Paul Lyss : Paul
- Del Negro : Del Negro
- Ivan Desny : Ivan, gérant
- Guido Mangold (de) : Guido, photographe
- Werner Bokelberg (de) : Werner, photographe
- Bill McCartney : Bill, photographe
- Flory Jacobi (de) : la mère de Paul
- Edelgard Klages
- Renate Möller
- Stéphane Abendroth
- Heinz Badewitz (de)
- Peter Böhlke (de)
- Dennis O. Heinrich
- Fritz Pauli
- Daniel Spiegel
- Cleo Kretschmer : une prostituée
- Klaus Lemke (de) : l'homme au bureau télégraphique de Munich

## Production
Sylvie est un téléfilm de la ZDF de la série Das kleine Fernsehspiel. Le film est tourné à Munich, Hambourg, New York pendant l'été.
Alors que Klaus Lemke aime habituellement travailler avec des acteurs amateurs, ce film met en vedette des acteurs professionnels tels que Sylvie Winter, Paul Lyss et Del Negro. Ivan Desny, probablement l'acteur le plus connue de l'équipe, joue un second rôle dans le rôle du millionnaire Ivan. Sylvie Winter et Werner Bokelmann jouent virtuellement le rôle de modèles et de photographes lors de séances photo rapides. Le  magazine Quick avec Sylvie nue n'est pas une invention. Sylvie Winter, alors en couple avec le réalisateur Klaus Lemke, est toujours au centre de l'action.
Les scènes avec Del Negro et Winter au World Trade Center furent tournées avec une caméra dans une hélicoptère, sans autorisation environ deux mois avant l'achèvement des Twin Towers.
Dans de nombreuses scènes, le son original domine avec une grande proportion de bruit, par exemple dans le métro de New York ou dans le train pour Hambourg. Masterpiece de The Temptations donne brièvement le rythme de la scène du World Trade Center. La séance photo en robe de mariée est accompagnée de Then He Kissed Me de Sonny et Cher. Back Street Girl des Rolling Stones notamment n'est joué que brièvement et utilisé plusieurs fois.
Il est de nouveau diffusé sur ZDF à l'occasion du 80e anniversaire du réalisateur le 13 octobre 2020 et est accessible gratuitement via la chaîne YouTube de Klaus Lemke.
Dans un court essai paru dans le magazine Schnitt (de) en octobre 2020, Dominik Graf s'enthousiasme sur les particularités du film, qui contient de nombreuses choses qui furent ensuite absolument évitées au cinéma et à la télévision : des acteurs regardant la caméra, des plans surexposés... Graf souligne le montage de Peter Pryzgodda, qui rend le film plus doux que les autres films de Lemke et par exemple atténue ses sauts audacieux dans le temps.